# Thottea macrantha
Thottea macrantha är en piprankeväxtart som först beskrevs av Jacob Gijsbert Boerlage, och fick sitt nu gällande namn av Ding Hou. Thottea macrantha ingår i släktet Thottea och familjen piprankeväxter. Inga underarter finns listade i Catalogue of Life.